# Spanish Harlem (chanson)
Singles de Ben E. King
How Often
(1960) Stand By Me
(1961)
Spanish Harlem est une chanson du chanteur américain Ben E. King.
Publiée en single sous le label Atco Records en décembre 1960, elle a atteint la 10e place du Hot 100 du magazine musical américain Billboard, passant en tout 16 semaines dans le chart.
La chanson sera aussi incluse dans le premier album de Ben E. King, intitulé aussi Spanish Harlem, qui sortira en mai de l'année suivante.
En 2004, Rolling Stone a classé cette chanson, dans la version originale de Ben E. King, 349e sur sa liste des « 500 plus grandes chansons de tous les temps ». (En 2010, le magazine rock américain a mis à jour sa liste, maintenant la chanson est 358e.)

## Composition
La chanson a été écrite par Phil Spector et Jerry Leiber. L'enregistrement de Ben E. King a été produit par Mike Stoller et Jerry Leiber.

## Reprises
En 2020, la chanson a été reprise par Ashleigh Murray et Tonya Pinkins dans le premier épisode de la série télévisée Katy Keene.